# 自由广场一号 (纽约)
自由广场一号（One Liberty Plaza），之前被称为美国钢铁集团大厦，是纽约市曼哈顿的一座摩天大楼，位于原胜家大楼及城市投资大厦原址。该建筑高743英尺（226米），共有54层，完工于1973年。总面积2,200,000 sq ft（200,000 m2），每层办公面积1英畝（0.40公頃），是纽约最大的写字楼之一。

## 流行文化
在克里斯托弗·诺兰的电影《蝙蝠侠：黑暗骑士崛起》中，该建筑在高譚市中为韦恩大楼（韦恩集团的总部）。